# Mierzów
Mierzów – wieś w Polsce położona w województwie dolnośląskim, w powiecie głogowskim, w gminie Żukowice.
Do 2023 r. miejscowość była przysiółkiem wsi Kromolin.
W latach 1975–1998 miejscowość administracyjnie należała do województwa legnickiego.

## Nazwa
W księdze łacińskiej Liber fundationis episcopatus Vratislaviensis (pol. Księga uposażeń biskupstwa wrocławskiego) spisanej za czasów biskupa Henryka z Wierzbna w latach 1295–1305 miejscowość wymieniona jest w zlatynizowanej formie Mirsewa.